# 穆薩拉

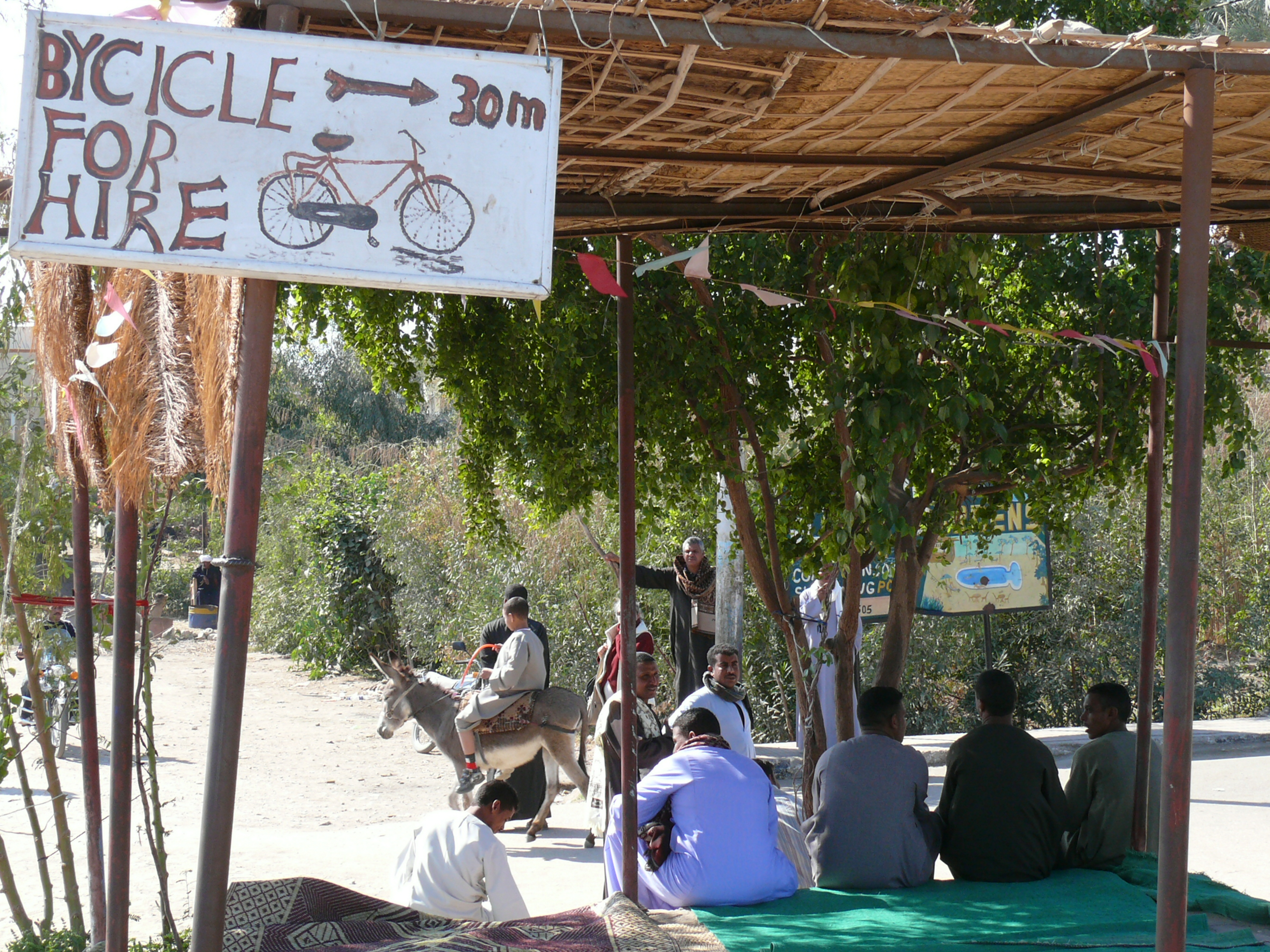
埃及盧克索一個用地毯臨時搭建以防曬的穆薩拉。

穆薩拉（阿拉伯语：‎，羅馬化：muṣallá）為清真寺外的開放空間，主要用於伊斯蘭教的禮拜。該詞彙由動詞صلى（ṣallā，意為「禮拜」）衍生。依據聖行，穆薩拉傳統上用來舉行會禮（Eid prayers）和站禮（Salat al-Janazah）。